# Parafia Wszystkich Świętych w Słupi
Parafia Wszystkich Świętych – rzymskokatolicka parafia znajdująca się we wsi Słupia, w gminie Stęszew, w powiecie poznańskim. Należy do dekanatu stęszewskiego.